# Optimus Quisque
Optimus Quisque ist der Titel einer Biographie-Sammlung, herausgegeben von Karl Heinz Feuerlein. Als Edition „Optimus Quisque Mono“ erscheinen Einzelbiographien renommierter Persönlichkeiten.
Optimus Quisque (lat.) bedeutet so viel wie „Die Besten der Besten“ bzw. „Gerade die Besten“. Optimus Quisque ist zudem seit fast 900 Jahren der Leitsatz des Souveränen Malteserordens. Bei der Edition „Optimus Quisque“ handelt es sich um eine Reihe aktueller Nachschlagewerke, in der bisher die Bände „Lebenserfolg der Tüchtigen“, „Erfolg und Vorbild“ und „Mut zum Erfolg“ erschienen sind. Die Biographien sind in deutscher, englischer und spanischer Sprache enthalten. Über die Aufnahme in die Sammlung entscheidet das Optimus Quisque Collegium. Vorschlagsberechtigt sind neben der Redaktion die bisher in der Sammlung enthaltenen Personen.
In Deutschland gibt es viele Persönlichkeiten, die aus ihrem Leben etwas Besonderes gemacht haben trotz oder gerade aufgrund einer schwierigen Ausgangslage. Die Edition Optimus Quisque versteht sich als Dokumentationswerk, das Lebensbilder herausragender Persönlichkeiten als Sammlung in loser Zeitfolge herausbringt. Der erste Band der Reihe Optimus Quisque: „Erfolg der Tüchtigen“ enthält Biographien von:
- Georg Bayer
- Ludwig Bölkow
- Wolfgang Bühler
- Irenäus Eibl-Eibesfeldt
- August Everding
- Ernst Otto Fischer
- Albert Geyer
- Richard Gräbner
- Heinz Greiffenberger
- Fritz Haberl
- Karl-Friedrich Hagenmüller
- Roman Herzog
- Rudolf Houdek sen.
- Robert Huber
- Jost Hurler
- Gotthard Jasper
- Bernhard Kapp
- Kurt Klutentreter
- Oskar Koller
- Wilma Krewin
- Hermann Kronseder
- Hannelore Marschall-Oehmichen
- Ernst Pöppel
- Hans-Wilhelm Renkoff
- Rolf Rodenstock
- Georg Schäfer
- Harald R. Schmauser
- Theo Schöller
- Manfred Scholz
- Josef Schörghuber
- Heinz Sebiger
- Josef Stanglmeier
- Hubert Stärker
- Georg W. Stroke
- Hans Vießmann
- Wolfgang Wagner
- Hans Wedel
- Klaus Dieter Wolff
- Ernst Wrede

Der zweite Band der Reihe Optimus Quisque: „Erfolg und Vorbild“ enthält Biographien von:
- Walter Bach
- Arnd Bühner
- Wilhelm Feuerlein
- Michail Sergejewitsch Gorbatschow
- Alfred Gunzenhauser
- Theodor Hänsch
- Stefan H. Hedrich
- Eugen Friedrich Herndl
- Walter  Hunger
- Kurt-Jürgen Jacobs
- Arnold Kawlath
- Paul Kirchhof
- Horst Köhler
- Walter Kroy
- Dieter Leipold
- Horst Linn
- Elisabeth Noelle-Neumann
- Heinrich Nöth
- Winfried Rauch
- Willibald Schmidt
- Erich Sennebogen
- Günter Späth
- Manfred Spitzer
- Ulrich Walter
- Walter Winkler

Der dritte Band der Reihe Optimus Quisque: „Mut zum Erfolg“ enthält Biographien von:
- Michael Brückner (Publizist)
- Udo Feser
- Karlheinz Götz
- Karl-Heinz Hoffmann (Mathematiker)
- Rainer Kober
- Josef Kränzle
- Erwin Neher
- Johann Pröpster sen.
- Hans-Jürgen Quadbeck-Seeger
- James Shikwati
- Alexander Shorokhoff
- Horst Sauer
- Franz Stegner
- Detlev G. S. Thilo-Körner
- Markus Wasmeier
- Sabine Weigand
- Richard Karl Freiherr von Weizsäcker
- Gerhard Winklhofer
- Jana Zaumseil